# 린 칼린
린 칼린(Lynn Carlin, 1938년 1월 31일 ~ )는 미국의 배우, 텔레비전 배우, 영화배우이다.

## 영화
- 슈퍼스티션 (1982년)
- 프랑스 연인들 (1979년)
- 데드 오브 나잇 (1974년)
- 월튼네 사람들 (1972년)
- 와일드 로버스 (1971년)
- 탈의 (1971년)
- 닥터 게논 (1969년)
- 얼굴들 (1968년)